# البركان (فلم)

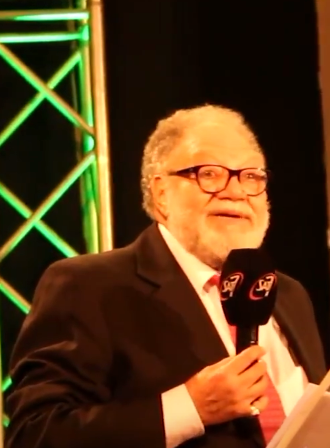
يحيى الفخراني في دور هريدي

فيلم البركان تمنتج عام 1990
.

## قصة الفيلم
(محمود) -يعيش في إحدى قرى الصعيد- يجد نفسه ملاحقًا بالثأر من أجل جريمة لم يرتكبها، فيقرر الهرب إلى الإسكندرية مع ابنه الوحيد (أحمد)، ويعمل شيالًا في الميناء عند الحاج (صالح)، ويطلعه على سره، يشعر أنه مازال مهددًا فيهاجر إلى أمريكا، ويترك ابنه في رعاية الحاج (صالح) الذي لاينجب، يهب (صالح) كل ثروته لأحمد. يعود (محمود) بعد عشرين عامًا بعد أن أصبح مليونيرًا ويحاول لقاء ابنه (أحمد) وإخباره بالحقيقة، وإنقاذه من براثن (ليلى) الأرملة اللعوب.

## وصلات خارجية
- مقالات تستعمل روابط فنية بلا صلة مع ويكي بيانات